# Doebner-Miller-Reaktion
Die Doebner-Miller-Reaktion, auch bekannt als Doebner-Miller-Synthese, Doebner-von Miller-Chinolinsynthese oder Doebner-Miller-Kondensation, ist eine Namensreaktion der organischen Chemie. Die Reaktion wurde im Jahre 1881 von den deutschen Chemikern Oskar Doebner (1850–1907) und Wilhelm von Miller (1848–1899) als Erweiterung der Skraup-Synthese – benannt nach dem tschechischen Chemiker Zdenko Hans Skraup – veröffentlicht. Die Reaktion wird daher auch Skraup-Doebner-von Miller-Chinolinsynthese genannt. Es handelt sich bei der Reaktion um eine Kondensationsreaktion von primären aromatischen Aminen (z. B. Anilin) und α,β-ungesättigten Carbonylverbindungen (zumeist α,β-ungesättigte Aldehyde) zu Chinolinderivaten.

## Übersicht
Bei dieser säurekatalysierten Reaktion bilden Aniline (hier unsubstituiertes Anilin) und α,β-ungesättigte Carbonylverbindungen 2,3-disubstituierte Derivate des Chinolins.

R1 und R2 sind organische Reste, z. B. Alkylreste
Als Säure kann konzentrierte Salzsäure verwendet werden.

## Mechanismus
Der Mechanismus der Reaktion wird hier am Beispiel der Reaktion von Anilin  und einem α,β-ungesättigten Aldehyd dargestellt. Am Schluss wird Iod als Oxidationsmittel eingesetzt. R1 und R2 sind organische Reste. Auch in jüngerer Zeit (2006) ist die Reaktion noch Gegenstand mechanistischer Studien unter Zuhilfenahme von Isotopenmarkierungsexperimenten gewesen, vorgeschlagen wurde ein Fragmentierungs-Rekombinationsmechanismus.
Zu Beginn greift die Aminogruppe des Anilins (1) die polarisierte C=C-Doppelbindung in dem α,β-ungesättigten Aldehyd 2 an, was zur Ausbildung eines Enolats 3 führt. Auf eine 1,5-Protonenübertragung 3 folgt eine Tautomerisierung vom entstandenen Enol 4 zum entsprechenden Keton 5. Eine Protonierung der Carbonyl- und der Aminogruppe von  5 führt zu 6. Im Anschluss daran wird im Zuge einer intramolekularen  elektrophilen aromatischen Substitution über einen Zwischenzustand 7 ein heterocyclischer Sechsring geschlossen 8. Unter Wärmezufuhr wird Wasser abgespalten und eine C=C-Doppelbindung ausgebildet 9. Abschließend wird das Molekül 9 mit Iod zu einem 2,3-disubstituierten Chinolinderivat 10 oxidiert.

## Modifizierung
Im Jahre 1886 wurde die Reaktion dann von Carl Beyer (Beyer-Methode) dahingehend modifiziert, dass 2,4-disubstituierte Chinolinderivate entstehen. Dabei werden Aniline mit α,β-ungesättigten Carbonylverbindungen umgesetzt, die in situ aus Aldehyden oder einem Gemisch von Aldehyden und Methylketonen hergestellt werden. R1 und R2 sind organische Reste.